# Zadní Machová
Zadní Machová este o arie protejată (arie specială de conservare — SAC, sit de importanță comunitară — SCI) din Republica Cehă întinsă pe o suprafață de 13,6 ha, integral pe uscat.

## Localizare
Centrul sitului Zadní Machová este situat la coordonatele 50°09′30″N 16°07′36″E / 50.158333°N 16.126667°E.

## Înființare
Situl Zadní Machová a fost declarat sit de importanță comunitară în aprilie 2005 pentru a proteja 1 specie de plante. Situl a fost protejat și ca arie specială de conservare în iulie 2012.

## Biodiversitate
Situată în ecoregiunea continentală, aria protejată nu include niciun habitat protejat.
La baza desemnării sitului se află o specie protejată de  plante: papucul doamnei (Cypripedium calceolus).